# Kraft Dinner
Le Kraft Dinner ou Dîner Kraft, aussi connu sous le nom de Macaroni et fromage Kraft ou Macaroni au fromage Kraft, est un mélange de pâtes (habituellement macaroni) et de poudre au fromage, originaire du Canada. Le produit a été introduit en 1937 aux États-Unis par la compagnie maintenant connue sous le nom de Kraft Foods Group. Plusieurs autres variantes sont maintenant disponibles, y compris les Bols Kraft Dinner, spécialement conçus pour la cuisson au micro-onde.

## Origine
Les premiers dîners macaronis et fromage de Kraft sont apparus dans les marchés au Canada en 1937. Ces boîtes coûtaient alors seulement 0,19 $ chacune.
Lors de la Seconde Guerre mondiale, il y avait plusieurs restrictions sur le fromage et sur la viande au Canada. Les gens trouvaient donc que les macaronis au fromage Kraft étaient une nourriture très consistante et comme c'était très peu coûteux, ils les ont rapidement adoptés.

## Commercialisation
Le produit a été initialement commercialisé sous le nom de Kraft Dinner avec le slogan « un repas pour quatre personnes en neuf minutes pour un prix quotidien de 19 ¢. » Il a été rebaptisé Kraft Macaroni & Cheese aux États-Unis et dans d'autres pays. Au Royaume-Uni, il est commercialisé sous le nom de Cheesey Pasta, tandis qu'au Canada, il conserve son nom d'origine.

## Variantes
- Le Kraft Dinner Smart, fait de chou-fleur, de fibres, de graines de lin et d'oméga-3[2].

- Les Bols Kraft Dinner, spécialement conçus pour la cuisson au micro-onde.

- Le Kraft Dinner au blé entier, simplement l'original avec tous les avantages du blé entier.

- Le Déli-Minute, des portions goûters.

- Les Craquelins KD, des craquelins au fromage en forme de pâtes.

- Les autres saveurs du Kraft Dinner : Trois fromages, Cheddar fort, Cheddar blanc, Extra crémeux, Fromage et Tomates, Spirales et Alfredo.

## Importance culturelle au Canada
Au Canada, le Kraft Dinner est considéré comme un plat national. Les Canadiens achètent environ 1,7 million des 7 millions de boîtes vendues dans le monde chaque semaine. Le Canada détient le record mondial de consommation de macaronis au fromage Kraft en boîte par personne. Chaque personne mange une moyenne de 3,2 boîtes de Kraft Dinner chaque année, 55 % de plus que chez les Américains. Pour la plupart des adolescents, c'est la première chose qu'ils apprennent à cuire à eux-mêmes, c'est un aliment facile et peu coûteux, surtout pour les jeunes.